# 上林大韶
上林 大韶（かんばやし だいしょう、1891年 - 1979年?）は、日本画家、レタリング作家。本名、上林重徳。
日本の近代デザイン史において、杉浦非水と山名文夫の端境期に活躍した。

## 経歴
1908年4月、東京美術学校日本画科専科入学。本郷千駄木林町に住み、同年5月末に斜め向かいに引っ越してきた東京美術学校の教師鶴田機水の家に通ううちに門人となる。千駄木林町の上林の家は四軒続きの二階長屋で、二階東側に小出楢重、一軒おいて同じ二階に熊谷守一も下宿していた。この長屋の周囲には、小出の友人の信時潔をはじめ、高村光雲、中條精一郎、高村光太郎、結城素明、蔦谷龍岬、石井柏亭などが住んでおり、芸術家が多く集まっていた。
1915年3月、東京美術学校日本画科専科卒業。
1979年頃、死去。描き文字作品は書体デザイナーの三宅康文が引き継いだ。